# Anoplodactylus capensis
Anoplodactylus capensis is een zeespin uit de familie Phoxichilidiidae. De soort behoort tot het geslacht Anoplodactylus. Anoplodactylus capensis werd in 1928 voor het eerst wetenschappelijk beschreven door Flynn. 